# Campelo (Figueiró dos Vinhos)
Campelo is een plaats (freguesia) in de Portugese gemeente Figueiró dos Vinhos en telt 359 inwoners (2001).